# Ljaskovec
Ljaskovec (in bulgaro Лясковец?) è un comune bulgaro situato nella regione di Veliko Tărnovo di 15 483 abitanti (dati 2009). La sede comunale è nella località omonima.

## Località
Il comune è formato dall'insieme delle seguenti località:
- Ljaskovec (Лясковец) (sede comunale)
- Dobri Djal (Добри дял)
- Dragiževo (Драгижево)
- Džuljunica (Джулюница)
- Kozarevec (Козаревец)
- Merdanja (Мерданя)